# Arturo Gómez Mancilla
Arturo Gómez Mancilla fue un político mexicano miembro del Partido Revolucionario Institucional que era hijo de Gildardo Gómez. Nació en Colima. Estudió la preparatoria y profesional en Ciudad de México, donde se graduó de abogado en 1900. Fue agente del Ministerio Público Militar en Guadalajara; director del periódico Oficial del Estado de Jalisco y redactor del semanario La Gaceta de Guadalajara. Se sumó al contingente maderista en la Hacienda de El Alpuyeque antes de que éstos tomaran la capital del estado en 1911. Fue Jefe político del Centro bajo el gobierno de José Trinidad Alamillo. Fue diputado federal en la XXVI Legislatura del Congreso de la Unión de México hasta que ésta fue disuelta por Victoriano Huerta el 10 de octubre de 1913. Luego del triunfo del constitucionalismo en 1914 fue nombrado Secretario de Gobierno y de la Comandancia Militar con el grado de mayor. Posteriormente, fue Presidente del Supremo Tribunal de Justicia del Estado de Colima. En 1918 fue candidato a senador pero perdió ante Elías Arias Figueroa aunque logró ganar las elecciones siguientes en 1920. Fue postulado en 1934 por el Partido Liberal Colimense para una diputación por el II Distrito Electoral Federal de Colima en la XXXVI Legislatura del Congreso de la Unión de México donde formó parte del Ala Izquierda. Se retiró siendo jefe de abogados en la Junta Federal de Conciliación y Arbitraje.
| Predecesor: Daniel Cárdenas Mora | Diputado federal por el II Distrito de Colima 1934 - 1937 | Sucesor: Pablo Silva García |
| Predecesor:                      | Diputado federal por Colima 1912 - 1913                   | Sucesor:                    |
| Predecesor: Elías Arias Figueroa | Senador por Colima 1998 - 2000                            | Sucesor:                    |